# Condado de Morrow (Ohio)
O Condado de Morrow é um dos 88 condados do Estado americano de Ohio. A sede do condado é Mount Gilead, e sua maior cidade é Mount Gilead. O condado possui uma área de 1 055 km² (dos quais 3 km² estão cobertos por água), uma população de 31 628 habitantes, e uma densidade populacional de 30 hab/km² (segundo o censo nacional de 2000). O condado foi fundado em 1848.